# Sobór laterański IV
Sobór laterański IV – sobór powszechny Kościoła katolickiego, który odbył się w 1215 w Rzymie, na Lateranie.
Papież Innocenty III w 1213 wydał oficjalną zapowiedź soboru, w której ogólnie przedstawił sprawy, którymi sobór miałby się zająć.
Były to: odzyskanie Ziemi Świętej, reforma powszechna Kościoła, wykorzenienie herezji i ogólne dobro chrześcijan.
Na obrady soborowe zjechali biskupi, opaci, przedstawiciele kapituł katedralnych i wielcy mistrzowie zakonów.
Uroczyste rozpoczęcie odbyło się 1 listopada 1215. Sobór odbył 3 posiedzenia w dniach 11, 20, 30 listopada i uchwalił przeszło 70 dekretów, z czego 59 weszło do zbioru prawa kościelnego.
Owocem soboru były następujące ustalenia:
- Bóg stworzył świat "ex nihilo"[2].
- krucjata – ogłoszono obowiązek jej zwołania, na jej cele uchwalono podatek pobierany przez 3 lata,
- kwestia natury teologiczno-dogmatycznej – Chrystus jest obecny w Eucharystii realnie pod postacią chleba i wina przez przeistoczenie (transsubstancjacja),
- powstanie brewiarza w oparciu o oficjum kaplicy papieskiej,
- potępił herezje Joachima z Fiore i Amalryka (kan. 2),
- uściślił przepisy o inkwizycji kościelnej i zobowiązał władze świeckie do zwalczania herezji (powtórzenie zarządzenia Ad abolendam haeresim),
- kwestia sakramentu pokuty – szafarz (spowiednik) za wyjawienie wyznanego grzechu miał być usunięty z urzędu i odbywać pokutę do końca swoich dni w klasztorze,
- kwestia sakramentu małżeństwa – nakazał głoszenie zapowiedzi przedślubnych i zabronił małżeństw tajnych,
- zobowiązanie wiernych do spowiadania się przynajmniej raz w roku,
- sprawa kultu relikwii – komu powinno się oddawać cześć, ma być ustalone przez Kościół,
- określenie obowiązków biskupów: (wizytowanie diecezji, zwoływanie synodów, nadawanie beneficjów kościelnych, kaznodziejstwo, kształcenie księży – przy każdej katedrze powinny być szkoły katedralne, obowiązkowe kazania, wolne i kanoniczne wybory biskupów),
- Żydzi i muzułmanie zobowiązani zostali do noszenia specjalnych ubrań w celu odróżnienia ich od chrześcijan (kan. 68),
- Żydzi i poganie nie mają prawa sprawować urzędów publicznych (kan. 69)
- duchowni nie mogą się zajmować chirurgią,
- zakazano sądów bożych w sprawach o herezję.